# Haplopteris angustifolia
Haplopteris angustifolia är en kantbräkenväxtart som först beskrevs av Carl Ludwig Blume och som fick sitt nu gällande namn av Edmund H. Crane.
Haplopteris angustifolia ingår i släktet Haplopteris och familjen Pteridaceae. Inga underarter finns listade i Catalogue of Life.